# 国立高等工艺学校
国立高等工艺学校（法語：École nationale supérieure d'arts et métiers，簡稱ENSAM）是法国最负盛名的工程师院校之一，也是巴黎高科集团的创办成员。该校创建于1780年，目前在法国巴黎、昂热、里尔、波尔多、香槟沙隆、克鲁尼、梅兹及埃克斯-普罗旺斯设有校区，并在科西嘉岛、拉瓦尔等地设有研究中心。

## 历史
该校于1780年由赫其赋哥－里昂古尔公爵创建于瓦兹省的里昂古尔小镇。1800年后，该校更名为 École d'Arts et Métier。拿破仑执政时期，该校被称为Arts et Métier帝国学校。

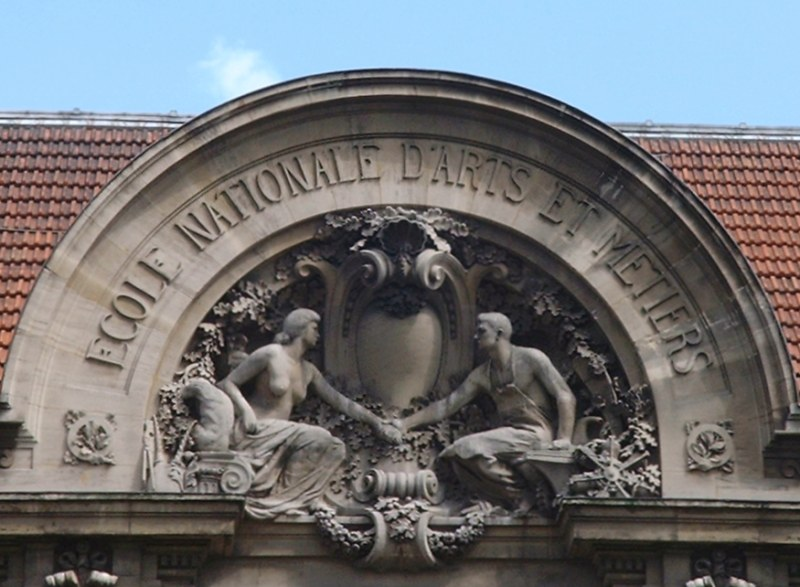
学校正门浮雕

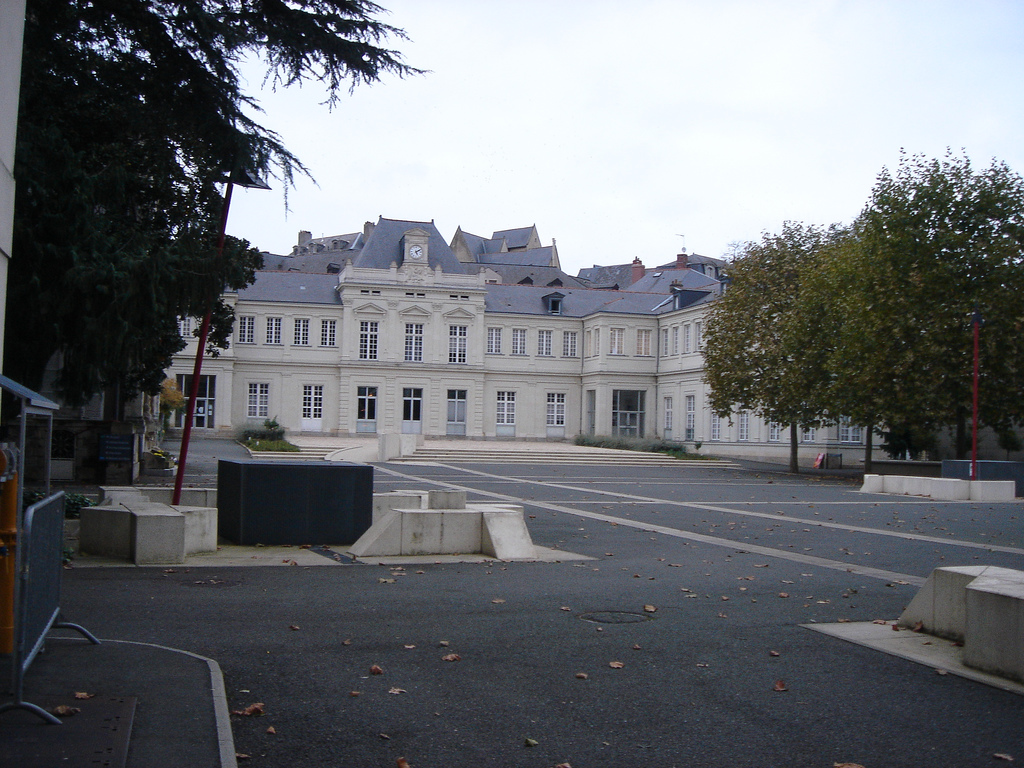
昂热校区 (1815)

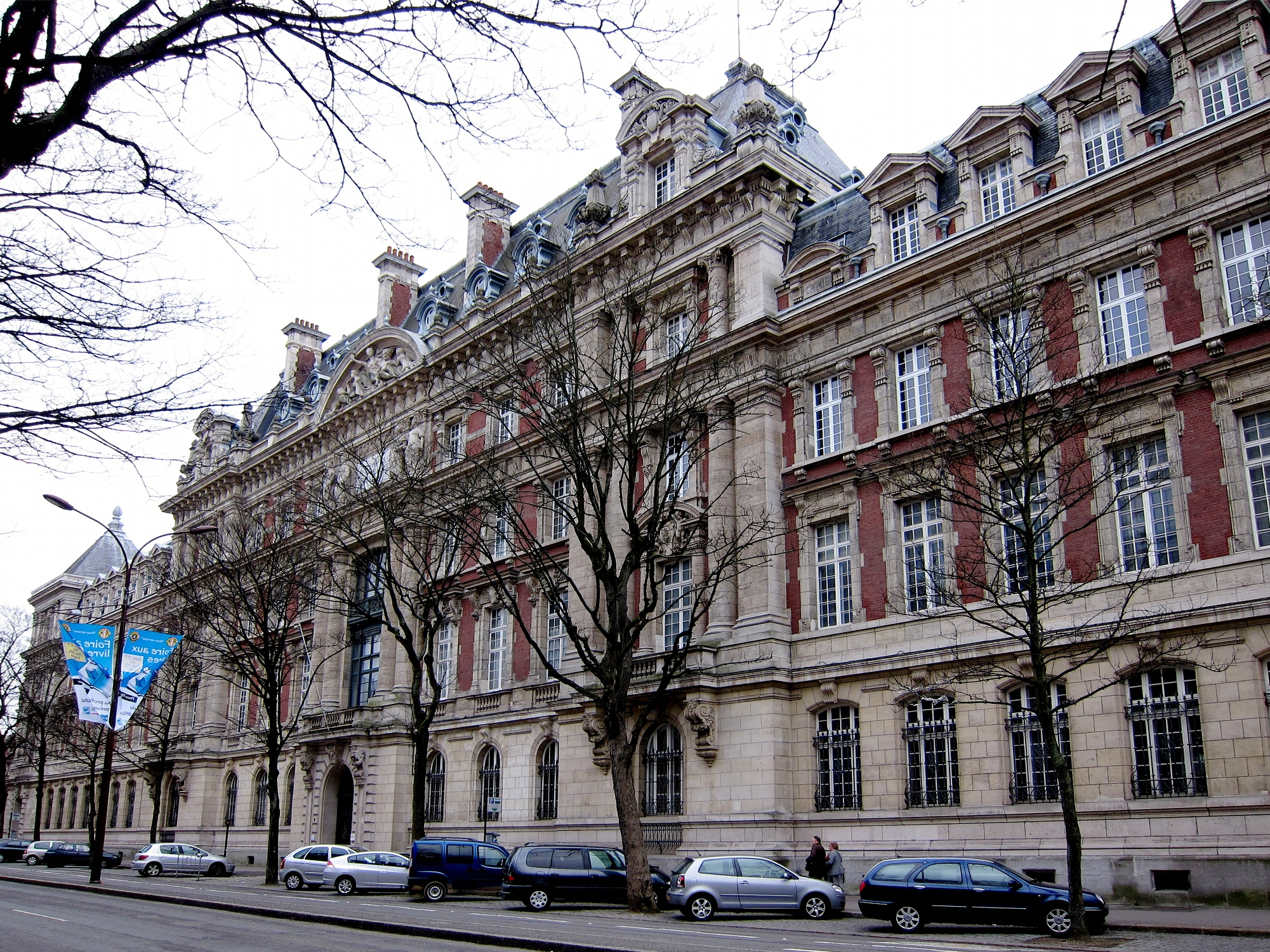
里尔校区(1900)

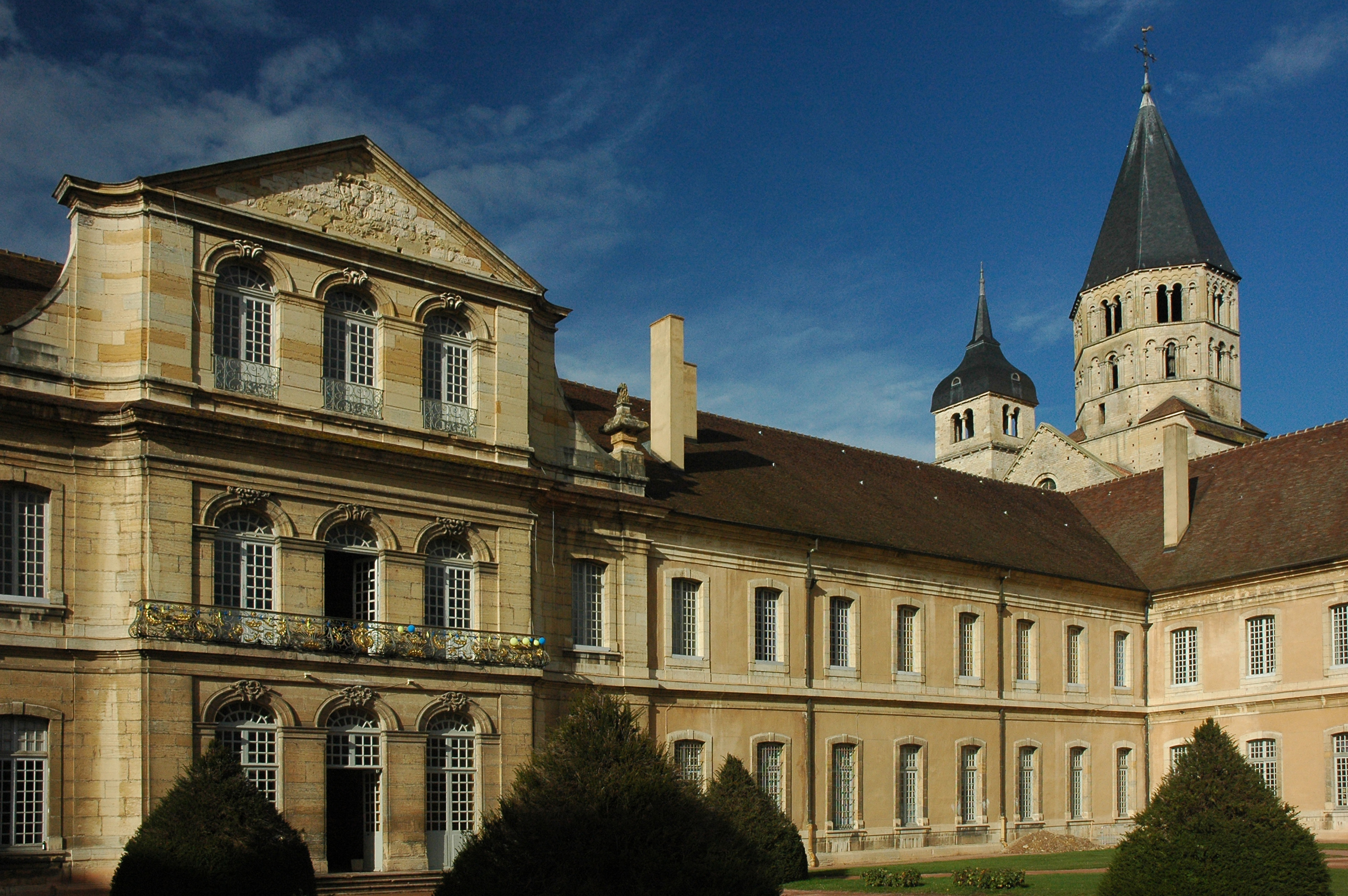
克吕尼校区(1901)

## 学科设置
围绕三个方向设置专业
- 力学、材料学、工艺  (Mécanique, Matériaux, Procédés (M2P))
- 流体和能源系统  (Fluide et Systèmes Énergétiques (FISE))
- 设计、工业、风险、决策  (Conception, Industrialisation, Risque, Décisions (CIRD))

组成七个部门
- 机械与结构
- 材料与工艺
- 能源
- 生产及工业工程
- 电子、电气工程、自动化
- 信息技术与数学
- 人文与社会科学

## 一些数据
(根据2006的数据)
- 每年颁发1200个工程师学位
- 学生总数为 6200
- 世界各地共有33000名Arts et Métiers的工程师
- 400名终身教授，其中250名是全职研究员。
- 208名工业界临时雇员
- 600名技术人员和管理人员
- 15个实验室和研究团队
- 269名在读博士研究生
- 研究经费1210万欧元

## 杰出校友
- 皮埃尔·贝塞尔：雷诺工程师，贝塞尔曲线发明者。计算机图形学奠基人。
- 让-卢·沙莫：加州理工学院校长。
- Jean-François Dehecq（法语：Jean-François Dehecq）：赛诺菲-安万特制药公司创始人之一，曾任董事长兼首席执行官。
- Henri Verneuil（英语：Henri Verneuil）：导演，曾获奥斯卡奖和金棕榈奖提名。
- Émile Delahaye（法语：Émile Delahaye）：汽车界先驱，德拉哈耶(Delahaye)跑车创始人。
- Louis Delâge（法语：Louis Delâge）：Delage（英语：Delage）汽车创始人。
- Louis Béchereau（法语：Louis Béchereau）：斯柏特S-VII戰鬥機设计者。斯柏特S-VII是第一次世界大战中最重要的战斗机之一。
- Lucien Servanty（法语：Lucien Servanty）：法国第一架喷气式飞机Sud-Ouest Triton（英语：Sud-Ouest Triton）设计者，协和式客机主要工程师之一。
- Claude Goubet（法语：Claude Goubet）：设计法国第一艘电动力潜水艇(1885)。
- Léon Faure（法语：Léon Faure）：土耳其共和国第一任总统凯末尔的技术顾问，负责拟定代替阿拉伯文字的新字母表。
- Eugène Houdry（法语：Eugène Houdry）:催化裂化技术发明者。催化裂化是石油炼制过程之一。他的发明被称作“The Houdry Process”。曾任ENSAM足球队队长。
- Hubert Martigny（法语：Hubert Martigny）：欧创咨询公司(Altran Technologies)创始人之一，巴黎普莱耶尔音乐厅(Salle Pleyel)拥有者。
- Henri Crohas（法语：Henri Crohas）：爱可视公司(ARCHOS)创始人。
- Marcel Môme:萨基姆公司(SAGEM，2005年与斯纳克玛合并组成賽峰集團)创始人。
- Léo Trouilhet（法语：Léo Trouilhet）：近代熨斗发明者，Calor公司创始人。
- Alain Lucotte：Cermex 包装机械有限公司创始人之一。
- Bernard Maitenaz（法语：Bernard Maitenaz）：现代渐进镜片的发明者，曾任依视路集团名誉主席。
- 熊有德：中国近代数学先驱熊庆来先生的孙女，中华人民共和国第一个留法女博士，1984获ENSAM力学博士学位。熊有德女儿亦毕业于ENSAM。熊氏家族为中法文化交流作出极大贡献。[原創研究？]

## 外部連結
- ENSAM 官方網站 （页面存档备份，存于）
- Paris Tech （页面存档备份，存于）
- （法文） Gadz'Arts on the Web （页面存档备份，存于）
- （法文） Société des Ingénieurs Arts et Métiers （页面存档备份，存于）
- （法文） History （页面存档备份，存于）